# 萩原和樹
萩原 和樹（はぎわら かずき、1985年6月3日 - ）は、日本の作曲家。千葉県千葉市出身。

## 略歴
千葉市立千葉高等学校卒業。幼少からピアノを習い、東京音楽大学作曲専攻へ進学、中退。2007年12月よりスマイルカンパニーにて作曲活動を始める。一部楽曲では作詞も手掛ける。2014年7月21日には、Sony MUSIC VIDEO AUDITION “REC”にて第三位を受賞。
2023年7月21日、所属するスマイルカンパニーから離脱しフリーランスになると宣言した。

## 楽曲制作一覧
stella quintet+（谷山紀章、伊藤健太郎、福山潤、森田成一、岸尾だいすけ、宮野真守）
- 「蒼穹のスコア ～The score in blue～」（作曲）[3]

藤原泰衡 （鳥海浩輔）
- 「浄土と阿修羅の金環蝕よ」（作曲）[3]

SMAP
- 「ひなげし」（作詞/作曲）[5]

KinKi Kids
- 「愛について」（作曲）[5]
- 「星見ル振リ」（作曲）[5]

Sexy Zone
- 「無邪気な時間は過ぎやすく」（作曲）[3]

ジャニーズWEST
- 「月詠人」（作曲）[3] - 桐山照史・小瀧望ユニット曲

高杉さと美
- 「涙」（作曲）[3]

東京女子流
- 「大切な言葉」（作曲）[3]

海蔵亮太
- 「紫陽花」（作詞/作曲）[6]

葉月渚（代永翼）
- 「夢見るペンギンノート」（作曲）[3]